# En kväll i juni
En kväll i juni ("Una noche en junio"), también "Han tog av sig sin kavaj...", es una canción muy famosa sueca de Lasse Berghagen. Berghagen escrito la canción una noche de pleno verano en Svärdsjö en el final de los años 1960 y grabó la en 1970 y publicó la en 1975. El grupo Tre Profiler grabaron la canción y publicó la como sencillo en 1971 y terminaron en décimo lugar el 12 de septiembre de 1971 en Svensktoppen.